# Burna-Buriasz I
Burna-Buriasz I (kas. Burna-Buriaš, tłum. „sługa boga Buriasza” lub „sługa Pana kraju”) – według Synchronistycznej listy królów i Kroniki synchronistycznej kasycki władca Babilonii, panujący w XVI w. p.n.e. Synchronistyczna lista królów czyni go współczesnym asyryjskiemu władcy Iszme-Daganowi II (ok. 1577-1562 p.n.e.). Z kolei według Kroniki synchronistycznej miał on być współczesny innemu władcy asyryjskiemu, Puzur-Aszurowi III (ok. 1519-1496 p.n.e.), z którym miał wyznaczyć asyryjsko-babilońską granicę:
„Król Puzur-Aszur (III) z Asyrii i król Burna-Buriasz (I) z Karduniasz (tj. Babilonii) złożyli przysięgę dotyczącą granicy i jej przebieg (wspólnie) wyznaczyli”
Obecnie wśród badaczy przeważa opinia, iż był on jedynie przywódcą wojskowym Kasytów za panowania Samsu-ditany (1626-1595 p.n.e.), ostatniego króla z dynastii starobabilońskiej.